# Catocala mariata
Catocala mariata là một loài bướm đêm trong họ Erebidae.